# Mycetophagus decempunctatus
Mycétophage à dix points
Espèce
Synonymes
- Tritoma rossicus Semenov, 1898[1]

Statut de conservation UICN

 LC  : Préoccupation mineure
Mycetophagus decempunctatus, le Mycétophage à dix points, est une espèce d'insectes coléoptères de la famille des Mycetophagidae et du genre Mycetophagus. Il s'agit d'un petit coléoptère sombre et taché de roux à l'alimentation mycophage et saproxylique aux stades larvaire et adulte. Il se rencontre principalement dans les Polypores et sous l'écorce des feuillus dans une majeure partie de l'Europe où il est dispersé. Il est considéré comme une espèce remarquable, parapluie et relictuelle de la forêt primaire de feuillus d'Europe. 

## Description

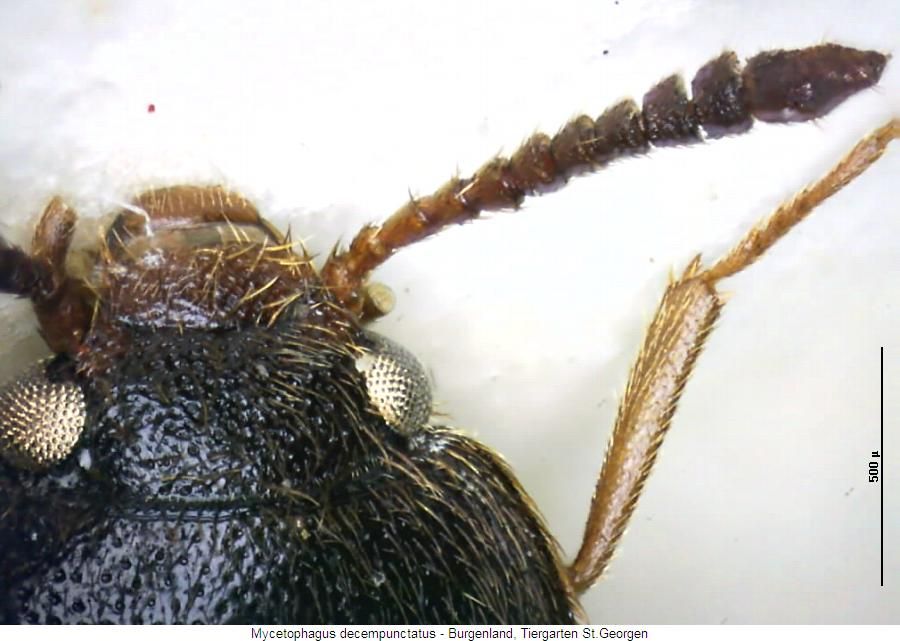
M. decempunctatus, tête et antenne.

Le Mycétophage à dix points est un petit coléoptère trapu et ovale mesurant de 4 à 4,5 mm de long. Il est coloré de brun noir à l'exception de ses pattes et de ses antennes brun rouge et ponctué sur ses élytres d'un brun roussâtre. Cependant, sa coloration est variable et ne constitue pas un critère distinctif. L'ensemble est couvert de poils fins, courts, dorés et aplatis. Ses antennes sont relativement longues, atteignant la partie arrière du pronotum et leur sommet s'élargit en une massue composée de 5 articles peu visibles dont le dernier est plus long que les deux précédents réunis. Le pronotum est rétréci sur l'avant et plus large sur sa base et presque de la même largeur que les élytres. Ses flancs sont lisses et non denticulés. Les pattes arrière ont un premier article bien plus long que le dernier,.

## Systématique
Mycetophagus decempunctatus appartient au sous-genre Ulolendus  Reitter  1879 aux côtés de M. piceus, M. salicis et M. atomarius. Cette dernière espèce en est particulièrement proche et s'en distingue par des taches plus nombreuses et le dernier article de l'antenne plus court que les deux précédents réunis,,.

## Écologie et répartition

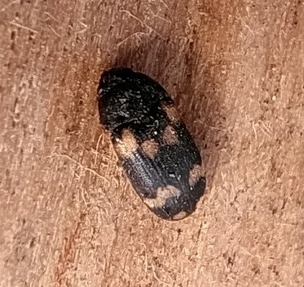
M. decempunctatus

Le Mycétophage à dix points est mycophage et saproxylique aux stades larvaire et imago, principalement de champignons lignivores comme les Polypores. Il se rencontre également sous l'écorce des arbres, notamment des Bouleaux et du Hêtre. Dans les environs de Moscou, il est par exemple couramment inventorié se nourrissant du Polypore incrusté, le Chaga, mais également d'autres espèces plus courantes comme l'Amadouvier, le Polypore soufré, le Polypore du bouleau et le Polypore écailleux et plus généralement sur les genres Fomes, Ganoderma, Inonotus, Laetiporus, Piptoporus et Polyporus.
Cette espèce est active de la fin de l'été au début de l'automne.
Il s'agit d'une espèce européenne sporadique et plus ou moins rare des forêts de feuillus de plaine. Plus précisément, elle est présente de la France à la Russie et de la Suède à l'Italie avec une nette prédominance pour l'Est, même si elle tend à régresser sur l'ensemble de son aire depuis le XXe siècle,. Elle est absente de Norvège, du Danemark, d'Irlande, du Royaume-Uni, du Portugal, d'Espagne et de Grèce et elle est considérée comme douteuse en Belgique et aux Pays-Bas. 
En France, cette espèce est dispersée sur l'ensemble du territoire métropolitain et est un des membres des Mycetophagidae les plus rares avec M. populi. Elle est considérée comme remarquable et patrimoniale ; elle est à ce titre déterminante des ZNIEFF et est considérée comme étant une espèce parapluie et relictuelle de la forêt primaire de feuillues d'Europe. Néanmoins, l'UICN la classe dans la catégorie « préoccupation mineure » et juge ses populations stables.